# En crabe
Pour les articles homonymes, voir Crabe (homonymie).
 (décembre 2010).
Si vous disposez d'ouvrages ou d'articles de référence ou si vous connaissez des sites web de qualité traitant du thème abordé ici, merci de compléter l'article en donnant les références utiles à sa vérifiabilité et en les liant à la section « Notes et références ».
En crabe (titre original : Im Krebsgang) est un roman de l'écrivain allemand Günter Grass publié en 2002.

## Le roman

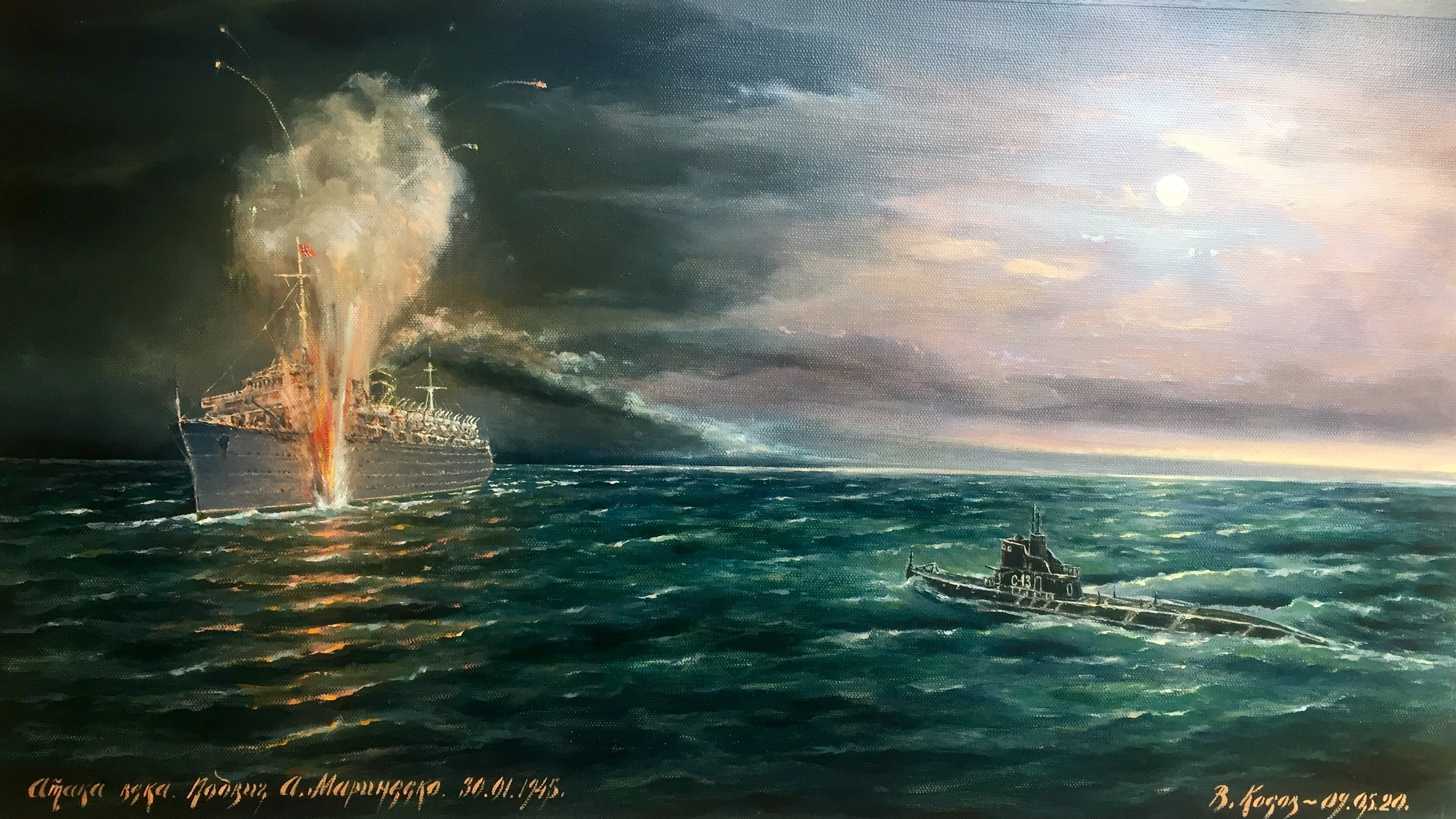
Attaque du siècle. Mort du Wilhelm Gustloff.

En crabe est une œuvre typique de Günter Grass : l'auteur s'est beaucoup documenté et donne une vision de l'histoire à plusieurs perspectives et plusieurs couches. Fidèle à ses recherches stylistiques habituelles, sans toutefois l'ironie mordante et l'exubérance linguistique d'autrefois, Grass s'intéresse ici beaucoup au traitement de l'histoire dans l'Histoire, de l'infiniment petit dans l'infiniment grand, du passé dans le passé et de leurs effets sur le présent. Le romancier fait de l'art du détail, même apparemment insignifiant, le vecteur principal et déterminant de sa réflexion historique, esthétique et morale. Sa langue se veut délibérément plus sobre, maîtrisée et épurée que dans ses ouvrages précédents. Ce roman ouvre un nouveau volet dans la production littéraire de l'auteur, centrée sur une exploration solennelle de la mémoire et une communion avec le passé dans laquelle culpabilité et confession s'enchevêtrent.

## Résumé
Paul, le narrateur, est un journaliste allemand né le 30 janvier 1945, le jour du naufrage du Wilhelm Gustloff, à bord duquel Tulla, sa mère, avait embarqué. Sa vie est marquée par ce naufrage meurtrier auquel il a réchappé ; sa mère qui le pousse constamment à faire son « devoir », c’est-à-dire à raconter ce malheur à travers la littérature. Le narrateur est aussi frappé par le fait qu'Adolf Hitler a accédé à la Chancellerie du Reich un 30 janvier également.
Au cours de ses recherches, le narrateur découvre par hasard que son fils Konny (ou Konrad) poussé par sa grand-mère paternelle, s'intéresse également au naufrage du navire. Il est webmestre d'un site Internet consacré au Wilhelm Gustloff.
Grass mélange les différents éléments de l'action, ceux de l'Histoire, de l'histoire du narrateur et de celle de son fils. Il mélange habilement réalité et fiction. Alors que le Wilhelm Gustloff a définitivement disparu, les membres de la famille Pokriefke transfèrent la catastrophe dans le présent. Profondément marquée par la catastrophe, Tulla Pokriefke, née à Danzig, demande constamment à son fils de raconter l'histoire. Selon elle, il se doit de témoigner étant donné qu'il a vu le jour le 30 janvier 1945 à bord du torpilleur Löwe, qui accompagnait le Wilhelm Gustloff.
Tulla Pokriefke essaie également de convertir son petit-fils à la cause du Wilhelm Gustloff. Celui-ci s'enthousiasme pour le navire et crée un site Internet dans lequel il prend virtuellement le rôle du nazi Wilhelm Gustloff. Dans ce monde virtuel, il est anonyme et peut discuter avec d'autres à propos du naufrage du Wilhelm Gustloff, tout comme Wolfang Stremplin endosse le rôle de David Frankfurter, lequel avait abattu Gustloff à Davos en 1936.
Les deux hommes développent un mélange d'amitié et d'animosité et finissent par se rencontrer hors du monde virtuel. Wolfgang laisse son amour pour le judaïsme se refléter en lui-même. La rencontre dégénère en meurtre : Wolfgang crache sur le mémorial dédié à Wilhelm Gustloff, en guise de représailles, Konny lui tire dessus quatre coups de pistolet. Il se dénonce ensuite lui-même à la police, à l'instar de David Frankfurter après avoir tué Gustloff, et se justifie par les mêmes paroles : « J'ai tiré parce que je suis Allemand », alors que Frankfurter avait déclaré : « J'ai tiré, parce que je suis Juif ».

## Livres audio
En allemand
- (de) Günter Grass (auteur et narrateur), Im Krebsgang, Munich, Der Hörverlag, 2002 (ISBN 978-3-89584-952-7, DNB 966417348)Support : 9 CD audio, durée non connue.
  - (de) Günter Grass (auteur et narrateur), Im Krebsgang, Hambourg, Jumbo, Neue Medien & Verlag, 27 janvier 2011 (ISBN 978-3-8337-2751-1, DNB 1008852406)Réédition. Support : 6 CD audio, durée non connue.

En français
- Günter Grass (auteur) et Éric Herson-Macarel (narrateur) (trad. Claude Porcell), En crabe [« Im Krebsgang »], Paris, Livraphone, 19 février 2003 (ISBN 978-2-87809-291-2, BNF 40071636)Support : 6 CD audio ; durée : 6 h 10 min ; référence éditeur : LIV 420C